# Пирс-Арроу (бронеавтомобиль)
«Пирс-Арроу» — пушечно-пулемётный бронеавтомобиль вооружённых сил Российской империи на шасси 5-тонного грузовика Pierce-Arrow. Построен в 1916 году на Ижорском заводе в 2 экземплярах, которые, однако, русской армией в боевых действиях Первой мировой войны не применялись и использовались в качестве учебных машин. После Октябрьской революции бронемашины достались в качестве трофеев армиям Германии и Латвии, в которых использовались до 1920-х годов.

## История создания и конструкция
Летом 1916 года Ижорский завод получил распоряжение разработать и построить несколько бронемашин для Морского ведомства, которому бронеавтомобили требовались для охраны береговых укреплений. Для этой цели Ижорскому заводу были переданы два 5-тонных грузовика американской фирмы Pierce-Arrow. На шасси автомобилей были смонтированы достаточно простые по форме бронекорпуса, склёпанные из 4,5-мм листов катаной хромоникелевой брони. Бронеавтомобиль имел полностью бронированную кабину. В прикрытом бронещитами грузовом отсеке машины устанавливалась полностью закрытая башня с 76,2-мм горной пушкой образца 1904 года, являвшейся основным вооружением бронемашины. Вспомогательным вооружением являлись два 7,62-мм пулемёта «Максим» образца 1910 года, размещённые в спонсонах.

## Служба и боевое применение

Бронеавтомобиль «Пирс-Арроу», захваченный немецкой армией, в которой получил имя «Титаник». Рига, 1918 год

Бронеавтомобили «Пирс-Арроу» были готовы к концу осени 1916 года и переданы Морскому ведомству. Однако в боевых действиях они не участвовали — вместо них на фронт были отправлены 18 бронеавтомобилей «Гарфорд-Путилов» морской модификации, вооруженные более мощной 76,2-мм противоштурмовой пушкой образца 1910 года и тремя пулемётами «Максим». Вплоть до осени 1917 года «Пирс-Арроу» использовались только в качестве учебных в составе Морского запасного бронедивизиона.
Впоследствии после Октябрьской революции и по Брестскому миру уступки западных территорий бывшей империи Германии, а позже правительствам Латвии и Эстонии, досталось множество различного военного имущества бывшей российской армии. В числе прочего, латышам достались два пушечных броневика — один «Гарфорд» и учебный «Пирс-Арроу». Последний некоторое время под именем «Viesturs» использовался латышскими войсками и принимал участие в боевых действиях. Служба этой машины в Латвии продолжалась до середины 1920-х годов.
Второй «Пирс-Арроу» Морского ведомства в начале 1918 года был захвачен немцами. Поскольку для применения в бою машина по причине своего технического состояния не годилась, её отправили в ремонт, а после его завершения передислоцировали в тыл. Позднее бронеавтомобиль, получивший достаточно парадоксальное имя «Титаник» («Titanic»), использовался для подавления коммунистических восстаний 1918—1919 годах в Берлине и других городах Германии.